# Reklinek
Reklinek (prononciation : [rɛˈklinɛk]) est un village polonais de la gmina de Siedlec dans le powiat de Wolsztyn de la voïvodie de Grande-Pologne dans le centre-ouest de la Pologne.
Il se situe à environ 3 kilomètres au nord de Siedlec (siège de la gmina), à 9 kilomètres au nord-ouest de Wolsztyn (siège de la gmina et du powiat) et à 67 kilomètres au sud-ouest de Poznań (capitale régionale).

## Histoire
De 1975 à 1998, le village faisait partie du territoire de la voïvodie de Zielona Góra.

Depuis 1999, Reklinek est situé dans la voïvodie de Grande-Pologne.
Le village possède une population de 185 habitants en 2014.